# 미나토가와인

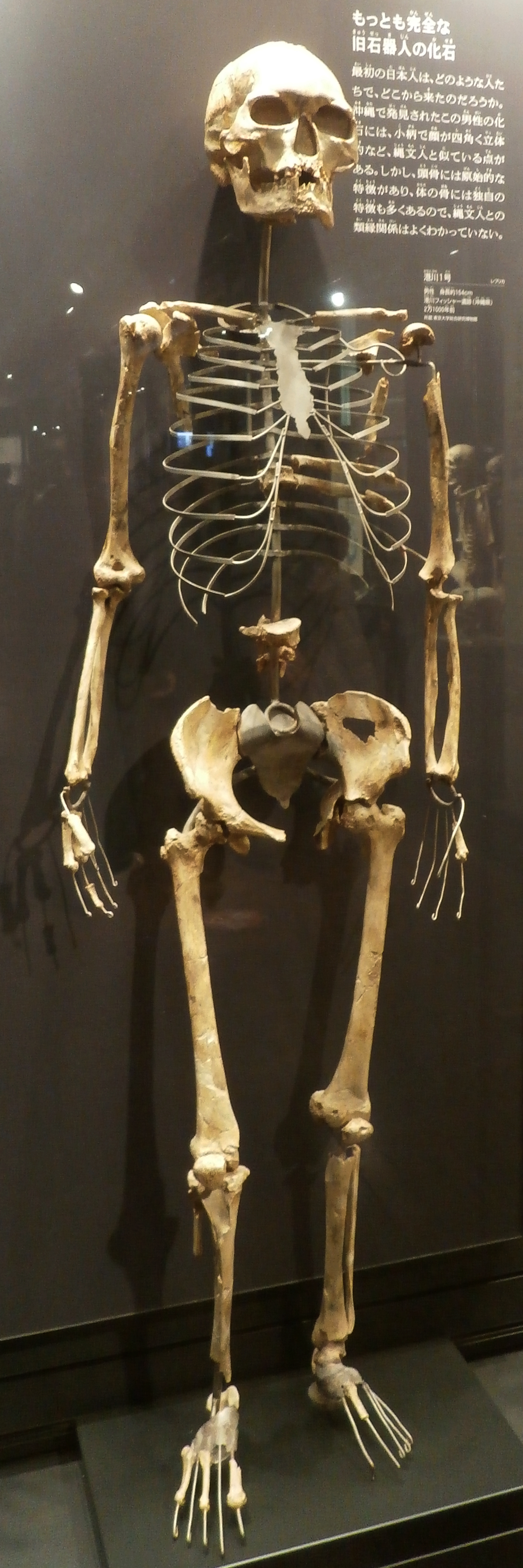
미나토가와인 1의 화석 복제물. 일본 도쿄도

미나토가와인(港川人, 항천인)은 일본 오키나와의 선사 시대 사람들로, 4구의 인체골격, 즉 2명의 남성, 2명의 여성으로 대표되며 분리된 일부 뼈는 기원전 20,000~22,000년 사이로 추정된다. 일본에서 발견된 가장 오래된 사람과 골격 중에 속한다.

## 발견사
골격은 섬의 남쪽 끝 주변의 나하시에서 남쪽으로 10킬로미터 지점인 미나토가와 석회암 채석장에서 발견되었다. 오키나와의 사업가와 아마추어 고고학자 오야마 세이호는 채석장으로부터 구매한 일부 건물 돌 블록에서 화석뼈 부분을 발견했다. 1968년, 오야마는 채석장에서의 인간뼈의 발견을 도쿄대학의 스즈키 히사시 교수에 보고했다.
스즈키 주도의 팀은 1968년, 1970년, 1974년 이 지역을 발굴하였다. 이들의 발견은 1982년 기술되었다. 골격은 현재 도쿄대학의 인류학 박물관에 위치해 있다.

## 같이 보기
- 오키나와현의 역사